# 6717 Antal
A 6717 Antal (ideiglenes jelöléssel 1990 TU10) a Naprendszer kisbolygóövében található aszteroida. Freimut Börngen és Lutz D. Schmadel fedezte fel 1990. október 10-én.